# Müllenbach (Cochem-Zell járás)
Müllenbach település Németországban, Rajna-vidék-Pfalz tartományban. Lakosainak száma 661 fő (2023. december 31.).

## Népesség
A település népességének változása:
| Lakosok száma | 681  | 610  | 611  | 648  | 665  | 661  |
|               | 1975 | 2017 | 2019 | 2021 | 2022 | 2023 |